# Биктогиров, Олег Мисхабович
Олег Мисхабович Биктогиров (род. 30 марта 1938 года) — советский хоккеист с мячом. Мастер спорта СССР по хоккею с мячом (1957).

## Биография
В 1955-58 годах играл в составе московского «Буревестника».
Сезон 1958/59 провёл в ЦСК МО. Сезон 1959/60 года отыграл в составе перовского «Урожая».
С 1960 года играет в Хабаровске в составе СКА. Играя в команде до 1971 года, отыграл в армейской команде 247 мячей. Сезон 1971/72 года провёл в команде «Фили».
После окончания карьеры живёт в Москве.

## Достижения
Серебряный призёр чемпионата СССР — 1964, 1971 

 Бронзовый призёр чемпионата СССР — 1957, 1958, 1959, 1965, 1968, 1969 

В 1964 году был включен в список лучших игроков страны.